# 广州南站
- 關於本站配套的地铁车站，請見「广州南站 (地铁)」。
- 關於临近本站的城际铁路车站，請見「番禺站」。
- 關於位于荔湾区黄沙，已经停止使用的货运站（旧广州南站），請見「广州南站 (货运)」。

广州南站位于中国广东省广州市番禺区石壁街道，是一个大型现代化铁路客运站，于2010年1月30日开通。
广州南站目前是京广高速铁路、廣深港高速鐵路、贵广客运专线、南广铁路和广珠城际铁路的交汇点，为广州铁路枢纽的重要组成部分；乘客亦可换乘地鐵、城际铁路、巴士、的士等多种交通工具，是广州市重要的交通枢纽。车站距离广州市中心约17公里、佛山市禅城区直线距离约10公里、番禺区约8公里。现为中国铁路广州局集团直属车站，2024年累计到发旅客超1.7亿人次，日均到发近47万人次，是全国客流量最大的铁路交通枢纽。

## 历史

### 选址规划
随着经济快速发展，广州铁路枢纽的客货运量持续增长，枢纽中心车站广州站长期超负荷运作，而其被城市建成区包围，扩建条件受限，无法满足未来客流需求；加上国家规划将京广客运专线等新线引入广州枢纽，铁道部亦提出中国铁路“跨越式发展”的规划，并将广州建成全国四大客运中心，因而建设新客运车站被提上议程。
1992年，铁道部下达广州铁路枢纽总图规划任务书，铁道部第四勘测设计院后于1994年完成总图编制。该版规划在南海市里水镇新建里水站作为京广客运专线的终点站，并与广州站和广州东站并列为枢纽三个主要客运站。1997年，铁道部批复《广州铁路枢纽总图规划》，原里水站取消，改在东北联络线白云区内设立嘉禾站作为主客站。
2000年，番禺撤市设区，广州开始实施城市发展“南拓”战略。次年，铁路部门根据广州规划变动对广州枢纽规划进行调整，当中将新建主客站由嘉禾改为番禺，并将京广高铁延伸至该站，作为与广深港高铁的交汇站。而根据广州市2002年的规划，番禺站定位仅为疏解西向和南向客流的车站；广州站仍作为全市中心车站，当局计划投资9.3亿人民币对其改造。
广州新客站的设计单位铁四院最初提出沥滘、大石和市桥三种选址方案，但各自存在投资成本过高、用地规划受限、距离市区较远等问题；铁四院随后提出钟村石壁方案，因该地地势开阔平坦、易被发展，得到专家认可。2003年11月，铁道部、广东省、广州市达成共识，初步选定在番禺石壁建设广州新客站；而原计划改造广州站的方案则被搁置。

### 动工建设
2004年8月，广州铁路枢纽新广州客运站及相关工程获国务院正式批准立项建设。同年12月30日，新广州站工程奠基。
2007年3月23日，车站主体工程正式动工；而车站南北咽喉区则因规划变动、征地拆迁等问题临时停工，延至2008年3月复工。2008年12月，车站开始钢结构吊装施工。
2009年12月，武广场通过安全评估，随后完成联调，满足运营条件。

### 开通运营
武广客专开通前夕，本站定名广州南站。2009年12月26日，京广高速铁路武广段正式开通，惟本站仍未完工，所有武广高铁列车需以广州北站为终点。
2010年1月30日即该年春运首日，广州南站正式启用。初期仅开通京广场1-7道，8-19道于9月10日开通。2011年1月7日，广珠城际首段开通，本站广珠场20-28道同步启用。
广州南站开通初期隶属于广铁集团广州车站；2011年11月独立建制，成为广铁集团直属车站。

## 車站結構
广州南站的总建筑面积为37万平方米，整体建筑包括主站房、无柱雨棚、高架车场（站台）、停车场等，总投资130亿元人民币。车站总用钢量达7.9万吨，约为中国国家体育场（鸟巢）钢结构的1.7倍，另外工程又使用混凝土150万立方米。
广州南站站房建筑面积约为168000平方米（仅计算候车大厅和售票大厅等铁路客运设施），車站建築總高度為50多米，中部有一個64米的大跨拱形結構。目前站房采用线上高架候车结构，并在东西两侧设置站前高架落客平台。站房功能上有着特殊性，大跨度、大视角是广州南站最主要的空间设计要求，雄伟壮观的广州南站建筑外形具有岭南文化特色的“芭蕉叶”为设计意境，体现出它不仅是一个超大体量的铁路枢纽站，而且建筑结构本身很有艺术性。钢结构工程是广州南站的重要组成部分。广州南站的候车厅、屋顶及无站台柱雨棚均为大跨度预应力索拱索壳、三向张弦拱等新型刚结构体系。而车站屋顶安装了面积约2000平方米的太阳能电池板，将太阳能转为电能后，直接为车站供电。

### 車站樓層
广州南站目前主体结构共5层，包括地上四層至地下一層。
车站出发层位于地上三层，为高架旅客候車廳，高架候车大厅面积达71722平方米，自东向西分别为京广、广深港高铁（A2－A19、B2－B19），贵广、南广高铁（A11－A27、B11－B27），广珠城际、江湛线（A20－A27、B20－B27）的检票口。在候车厅南北两侧上方设有14694平方米的商业层。车站地上二層設站台层。
广州南站在地面层为出站大厅，设有2号、3号售票处、铁路到达口、地铁进出站、停车场等设施。2018年2月起，位于到达西北处、面积为2000平方米的广珠城际列车专用候车室（临近地铁广州南站L、C出口）启用，供搭乘广珠城际“C”字头列车旅客使用。2020年12月起，地面层再次开始改造工程：到达通道南侧区域将被改造为中转候车室，2021年1月完工。2024年1月，车站东侧的詹天佑广场开放。
另外，地下一層及地下二層是地鐵车站。
| 地上四层 |                | 食肆、吸烟区                                     |
| 地上三层 | 高架候车层     | 高架层列车入站口、安检口                         |
| 地上二层 | 高架站台层     | 参见： Template:广州铁路车站RDT/广州南站         |
| 地面     | 中转换乘候车区 | 中转换乘列车检票口                               |
| 地面     | 地面层         | 高架层列车出站口、接驳巴士、客运站、出租車上客區 |
| 地下一层 | 停車場         | 北一停车场、北二停车场、南一停车场、南二停车场   |
| 地下一层 | 地铁车站       | 参见： 广州南站 (地铁) § 車站結構                |

- 广州南站候车室有着“芭蕉叶”形状的吊顶
- 地上三層的候车室
- 到达层
- 进站扶梯
- 东进站广厅（地上二層）
- 广珠城际候车室
- 1号售票处大廳

### 站台

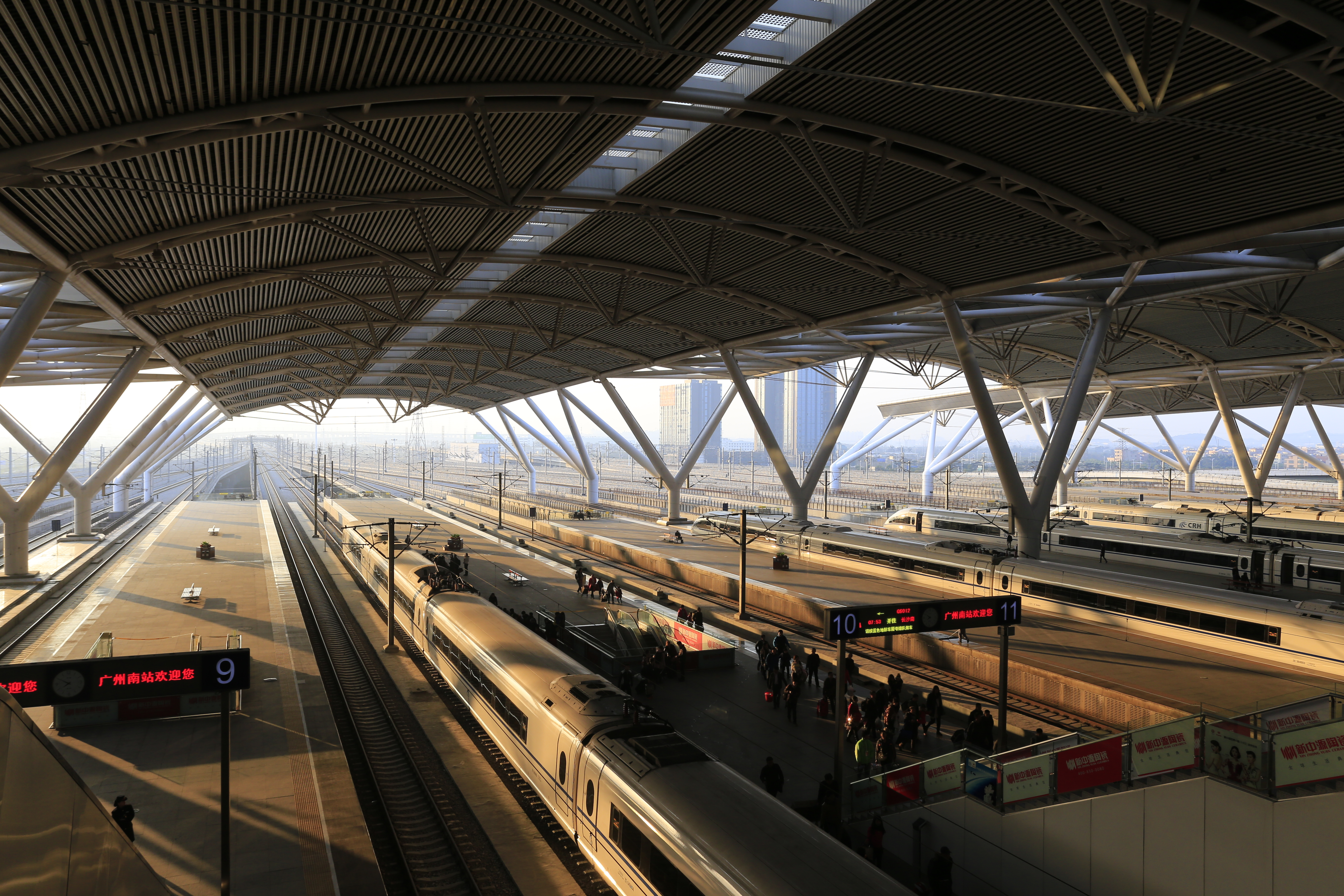
俯瞰站台部分

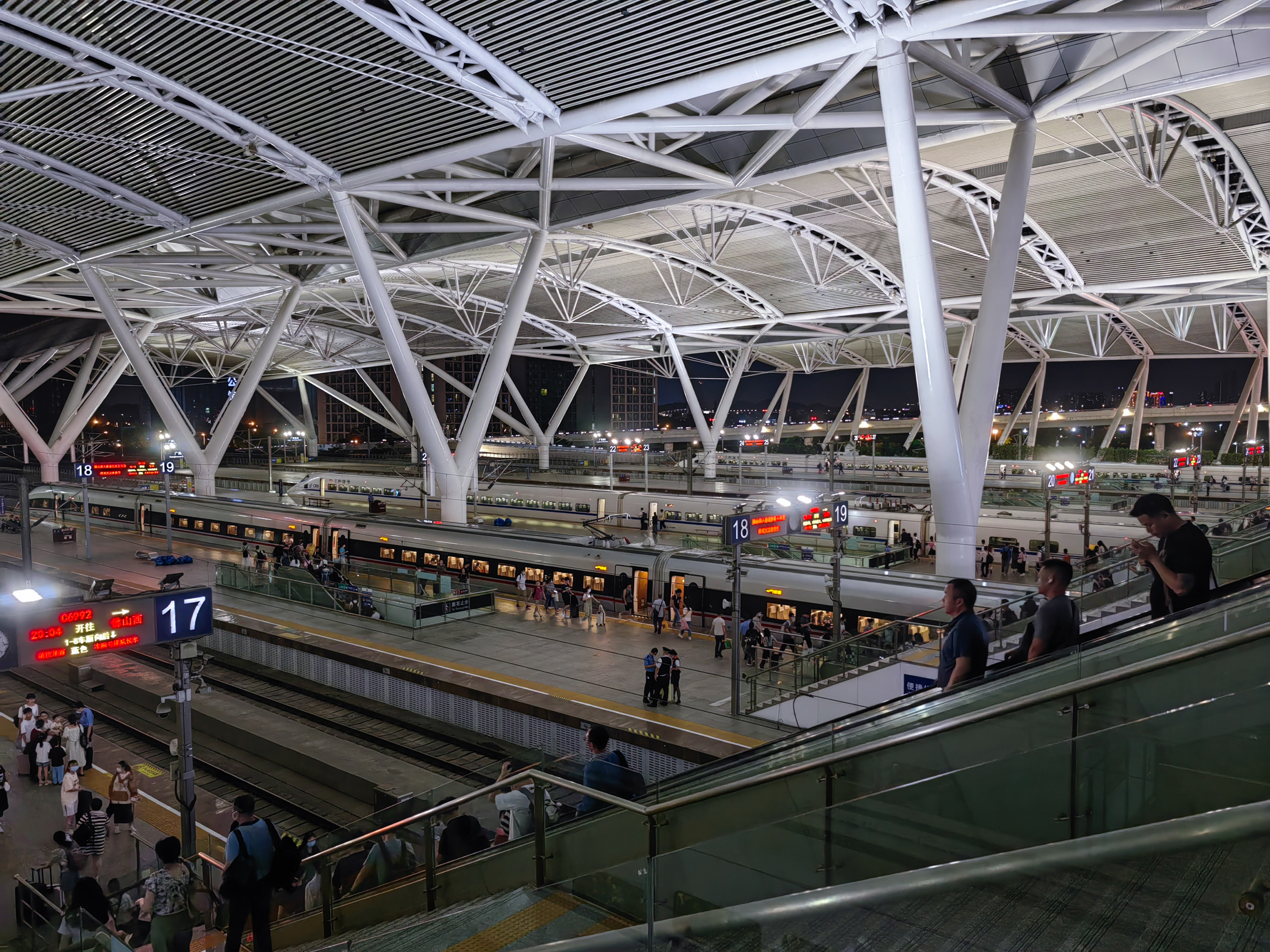
夜晚的广州南站站台

广州南站目前在地上二層设置站场，分为京广场（1-19道）和广珠场（20-28道）两个独立站场，设15站台28线（含4条正线），包括13个岛式站台和2个侧式站台。其中京广场有京广客运专线、广深港客运专线经过，北咽喉衔接广州北站、贵广及南广铁路盐步线路所，南咽喉衔接庆盛站、广珠城际联络线、广州动车段广州动车基地；广珠场主要有广珠城际铁路经过，北咽喉衔接南贵广盐步线路所、广珠动车所，南咽喉衔接碧江站。

## 运用状况
目前，广州南站主要停靠、到发经由京广、广深港高铁，贵广、南广铁路以及广珠城际铁路的G字头/D字头列车，以及广珠城际铁路区间的C字头列车。
广州南站经停车次长期位列中国大陆各铁路车站首位。截至2025年7月1日全国铁路季度调图，广州南站计划开行营业列车495对。
广州南站自开通以来，客流量便逐年增长。在2019年，车站日均到发量为51.94万人次；而该站的设计最高运能为每日50万人次，意味着车站已处于超负荷运作之中。车站发送旅客的最高纪录为2021年10月1日的46.6万人次，到达旅客的最高纪录则为2023年10月6日的45.4万人次。2023年，广州白云站启用，分流了部分长途客流，本站客运压力稍有舒缓。2024年全年，广州南站日均到发量约47万人次。

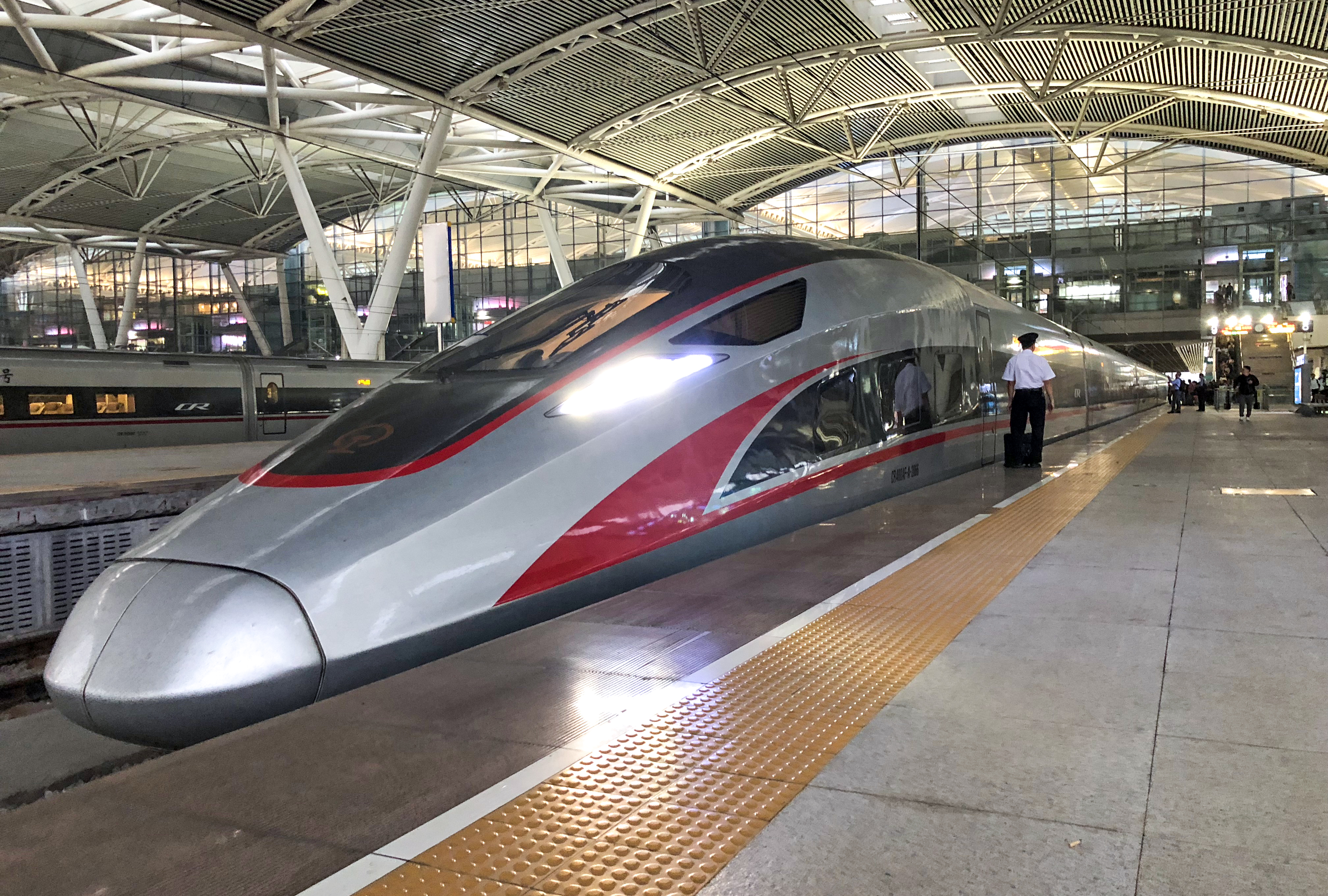
广铁CR400AF-A担当的G79次列车停靠9站台
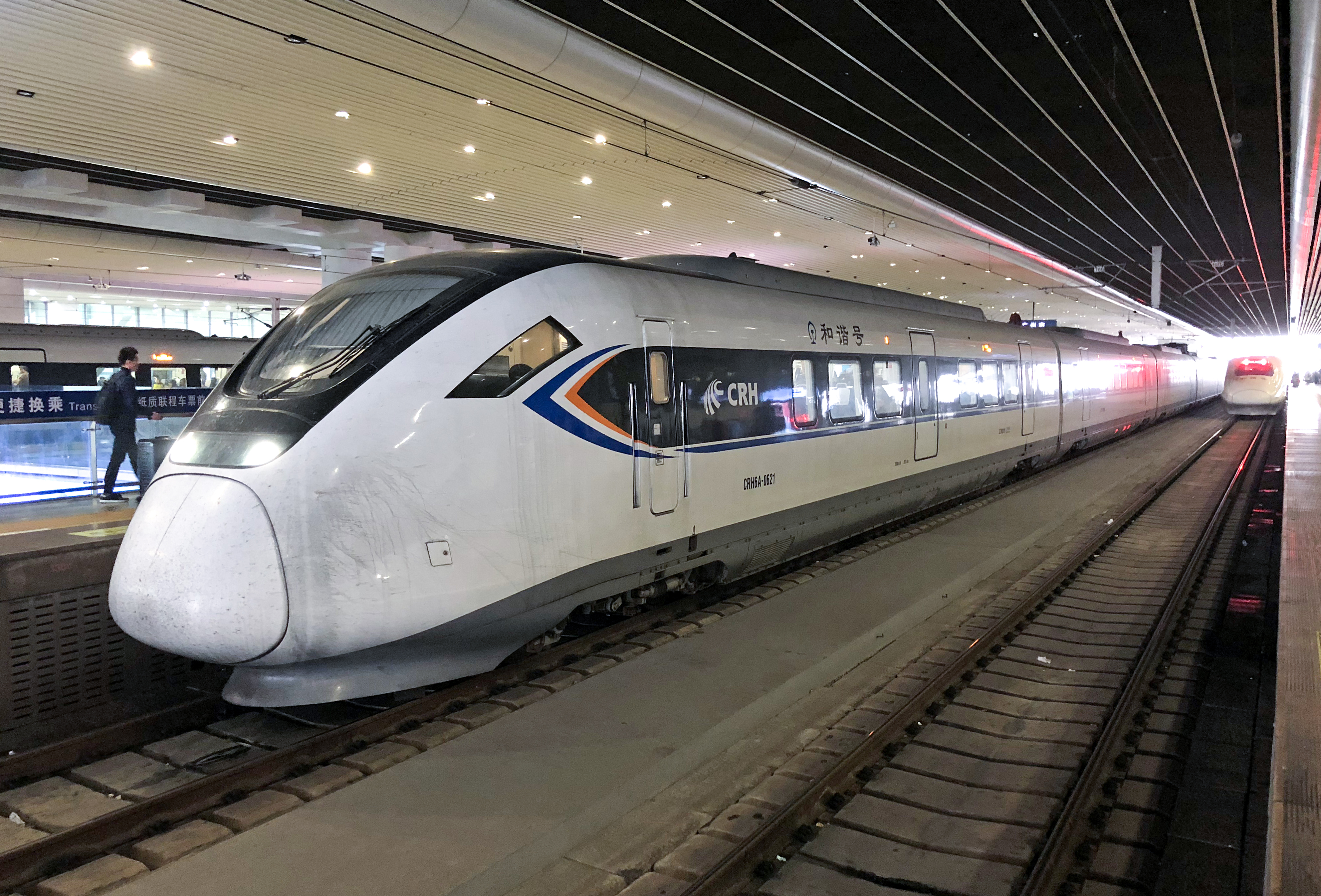
广珠城际铁路CRH6A列车停靠
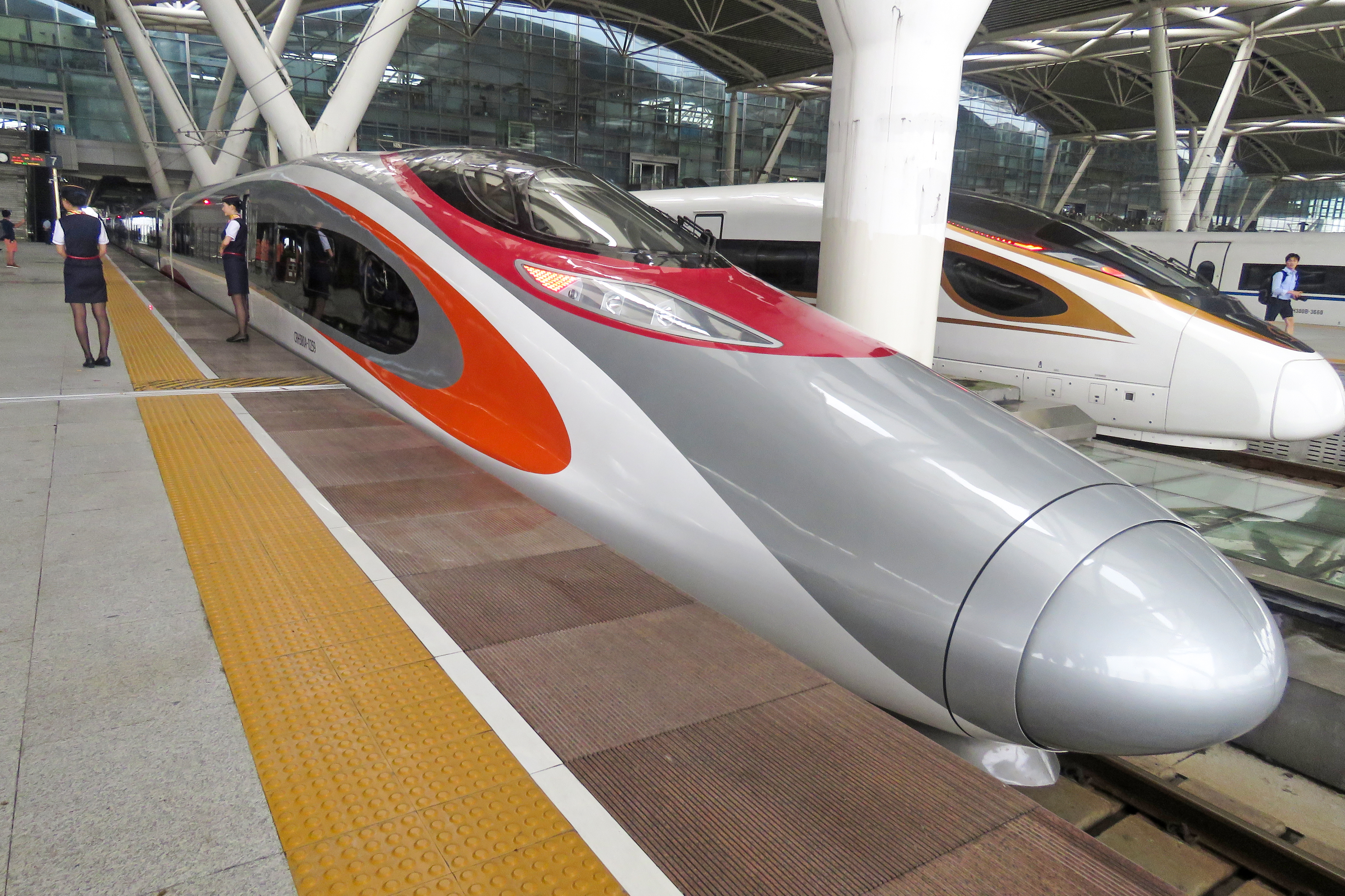
港铁动感号担当的G6581次列车停靠7站台
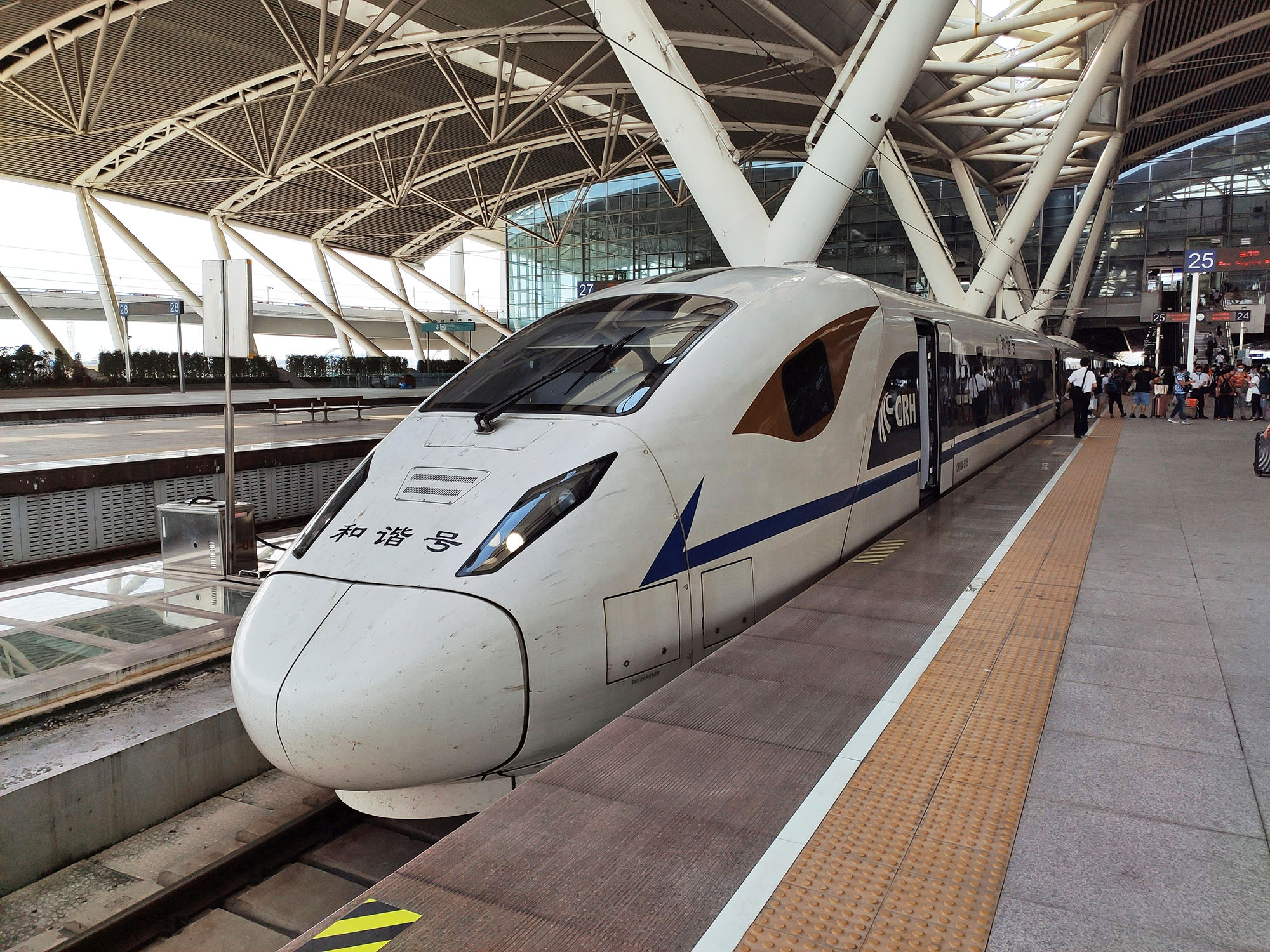
成都局CRH3A担当的D1801次列车停靠
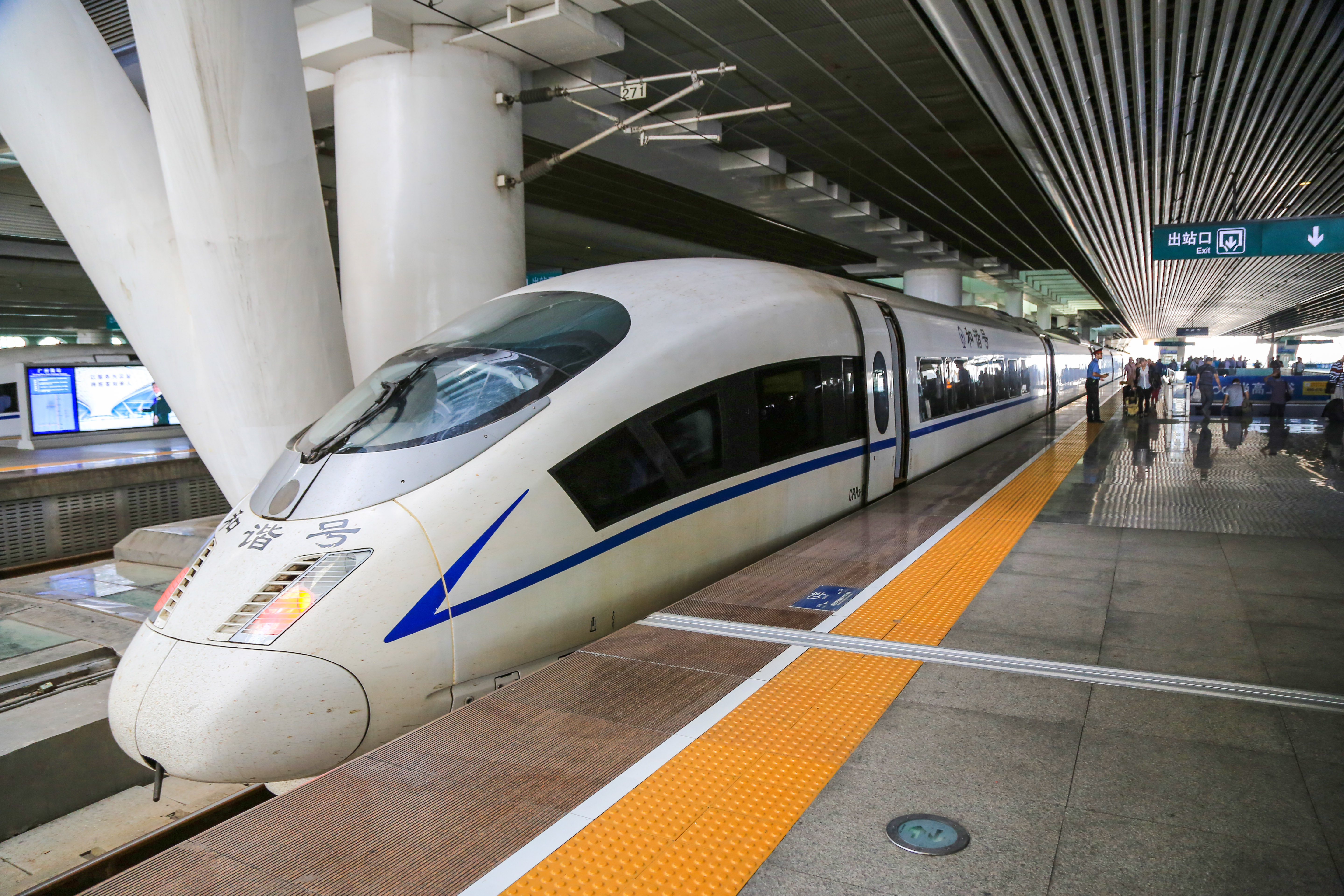
广州局CRH3C担当的G6011次列车停靠

## 交通配套
广州南站设有配套的地铁车站，于2010年9月25日投入使用。目前2号线、7号线、22号线和佛山地铁2号线停靠本站。其中，佛山2号线车站建于广州南站西广场下方，广州2、7号线车站设于站房下方，广州22号线车站设于东广场下方。
珠三角城际的广肇城际和广惠城际于广州南站东侧设有地下车站，名为番禺站。
除了城市轨道交通外，广州南站在西侧设有的士站、公交车总站，东侧则设有长途客运车站。为了缓解车站周边出租车使用道路蓄车等候、影响通行的问题，广州南站于2019年10月18日启用出租车蓄车区。所有进入蓄车区的出租车需接到智能调度指令，按提示进入出租车场候客，其余路段或未接到智能调度指令的出租车禁止上客。同时，车站附近的石山大道南恢复10车道双向通行。另外，车站地下一层设有8个停车场，共约4,100个停车位，而P10、P11、P12、P13、P14停车场则在建设中，建成后广州南站将会提供6,540个停车位。
陆路交通方面，有东新高速公路连接广州市区，以及魁奇路东延线及海怡大桥连接佛山地区。

## 事件
在2016年春运期间，由于广州火车站客流密集，广铁集团决定启动“普铁換乘高铁”的措施。其措施为：部分在广州火车站乘坐普速列车的乘客，可在工作人员的指引下免费乘坐地铁专列到广州南站换乘高铁，无需加价换票。
2024年2月6日，据上游新闻报道，在广州南站售票处有“黄牛”称可以先上车后补票，旅客仅需向黄牛支付200元的“手续费”即可闯闸进入站台。2月7日，广州南站表示，已联合铁路公安成立专项工作组，对相关违规行为进行处理。

## 未来发展

### 荔南联络线
广州南站在京广场北端预留了两个北咽喉出口，用于修建荔南联络线，从而将到达广州南站的高速列车接入到广州站及广州白云站。该联络线于2023年9月27日正式开工建设。